# Blijdorp (métro de Rotterdam)
Blijdorp est une station de la ligne E du métro de Rotterdam. Elle est située, sous la rue Statenweg, à proximité du Maashaven, bassin du port de Rotterdam, sur la rive gauche de la Nouvelle Meuse, à Rotterdam au Pays-Bas.
Mise en service en 2010, elle est desservie par la ligne E du métro de Rotterdam.

## Situation sur le réseau

Plan du métro.

Établie en souterrain, la station Blijdorp, est située sur la ligne E du métro de Rotterdam, entre la station Melanchtonweg, en direction du terminus nord La Haye-Centrale, et la station Rotterdam-Centrale, en direction du terminus sud Slinge,.
Elle dispose d'un quai central encadré par les deux voies de la ligne.

## Histoire
La station Blijdorp est mise en service le 17 août 2010, lors de l'ouverture à l'exploitation du tunnel créé entre Melanchtonweg et Rotterdam-Centrale, reliant le projet RandstadRail avec le métro de Rotterdam. La station est établie à 18 mètres de profondeur.

## Services aux voyageurs

### Accès et accueil

Installations
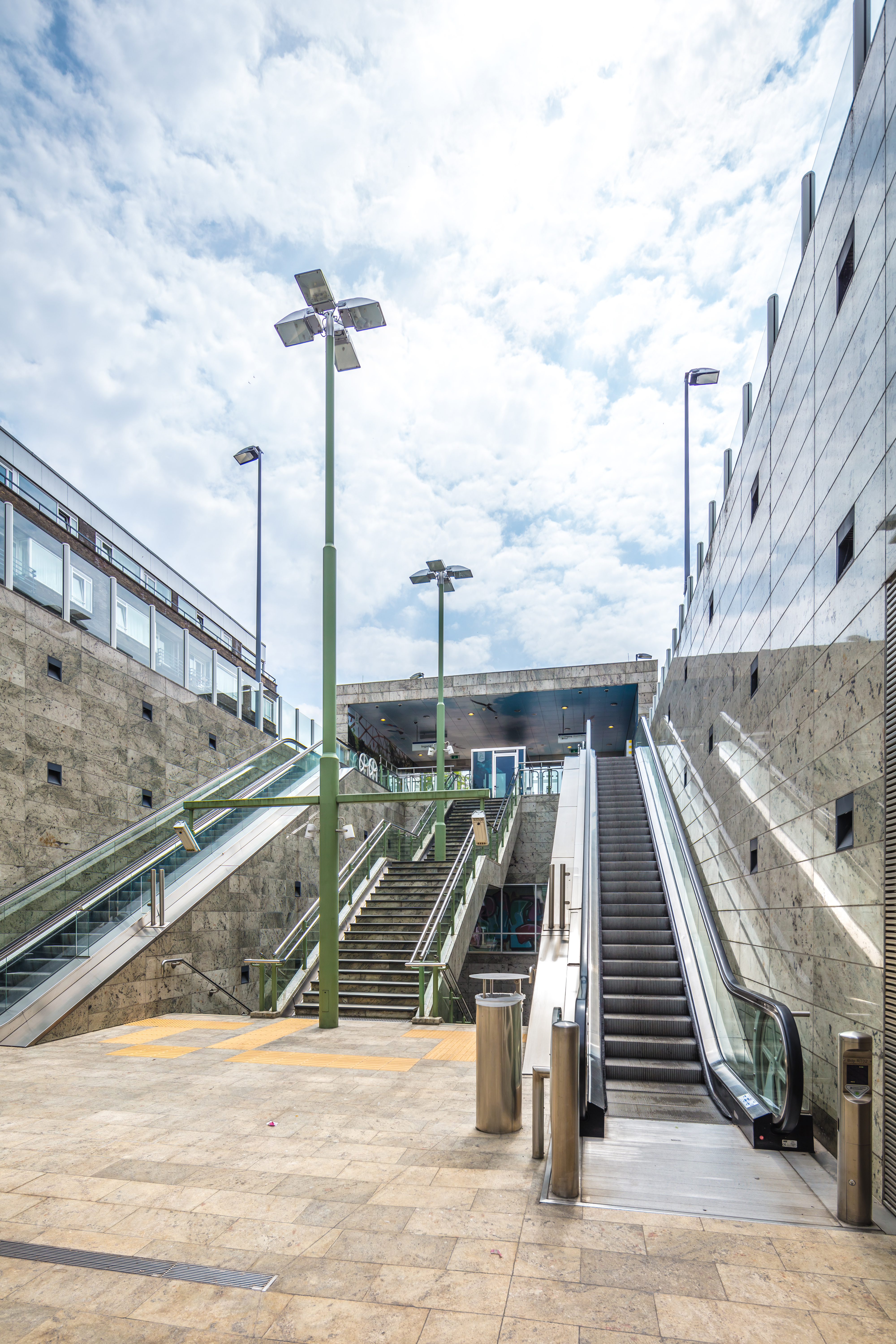
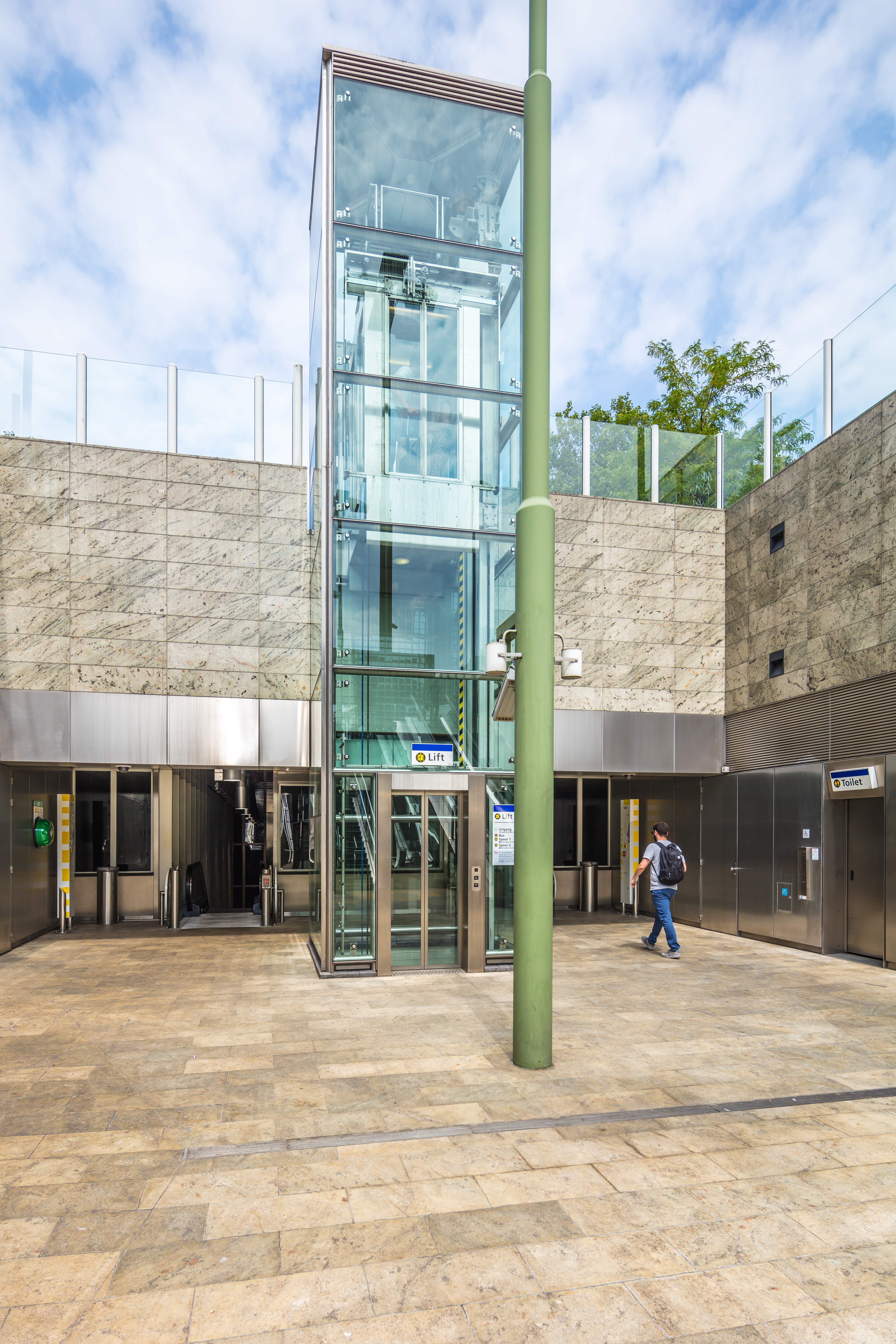
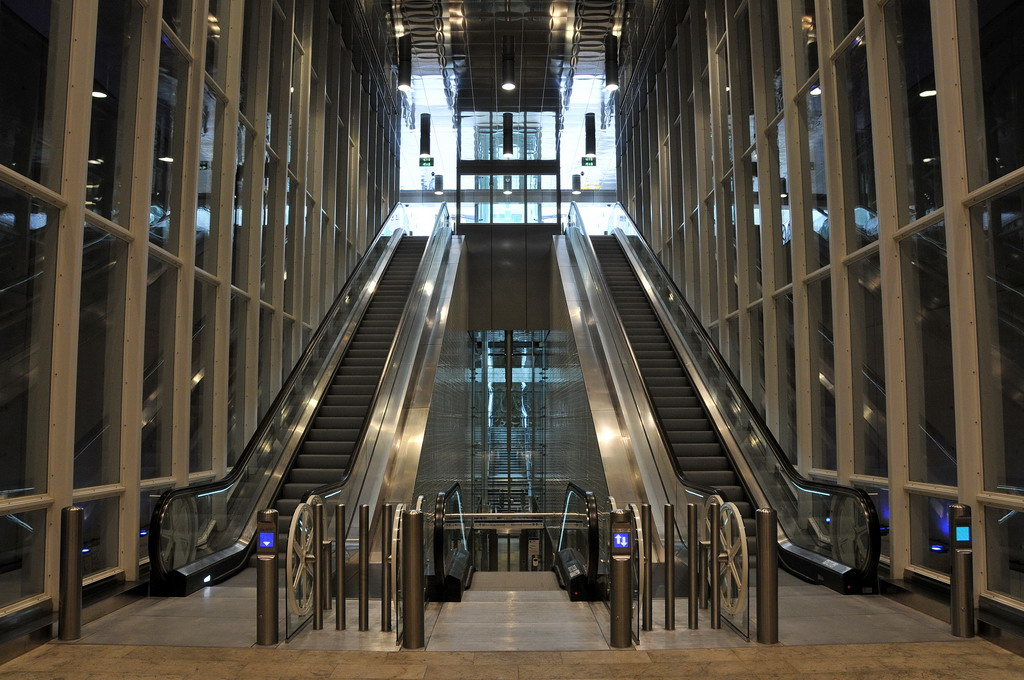

### Desserte

Installations et desserte
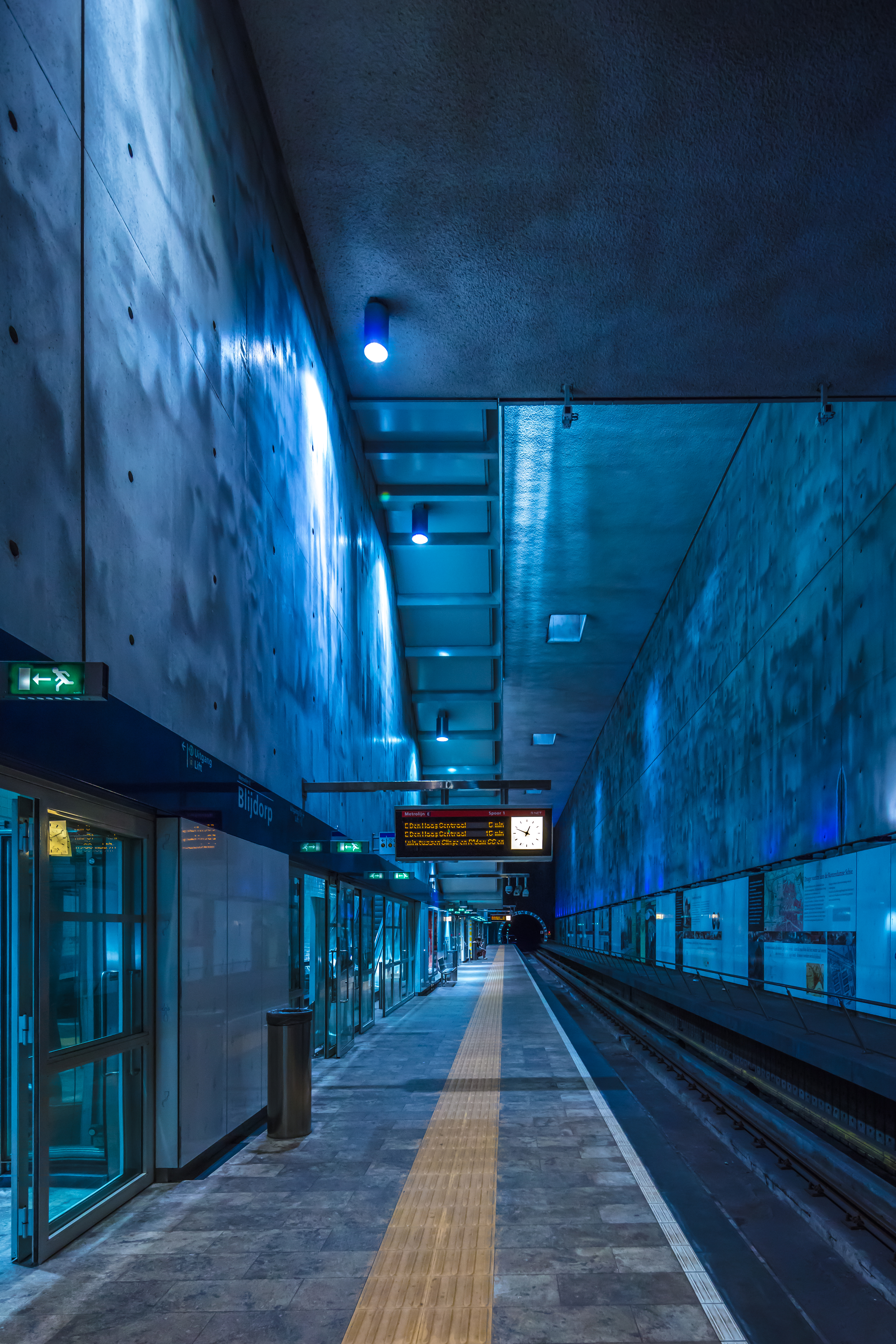
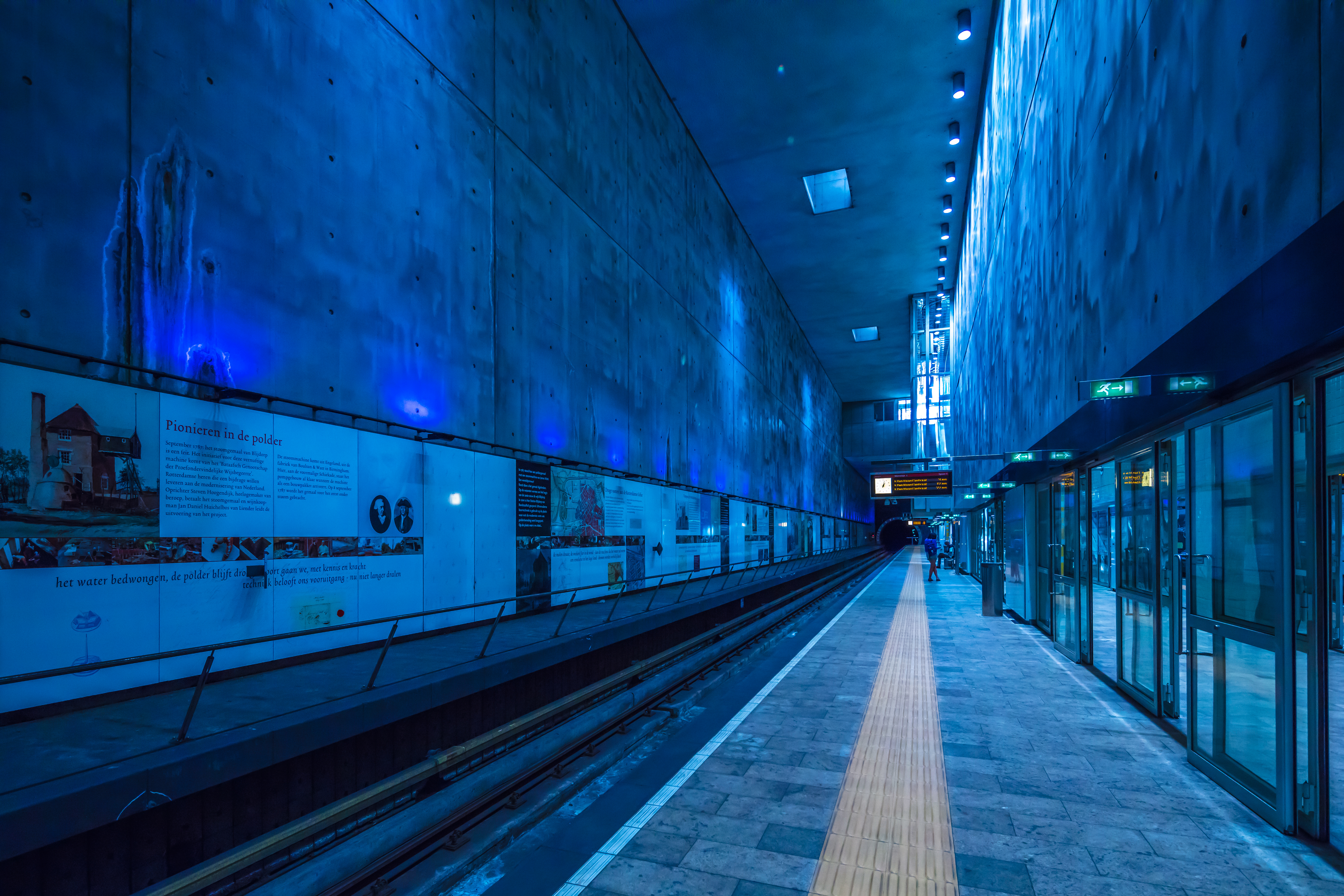
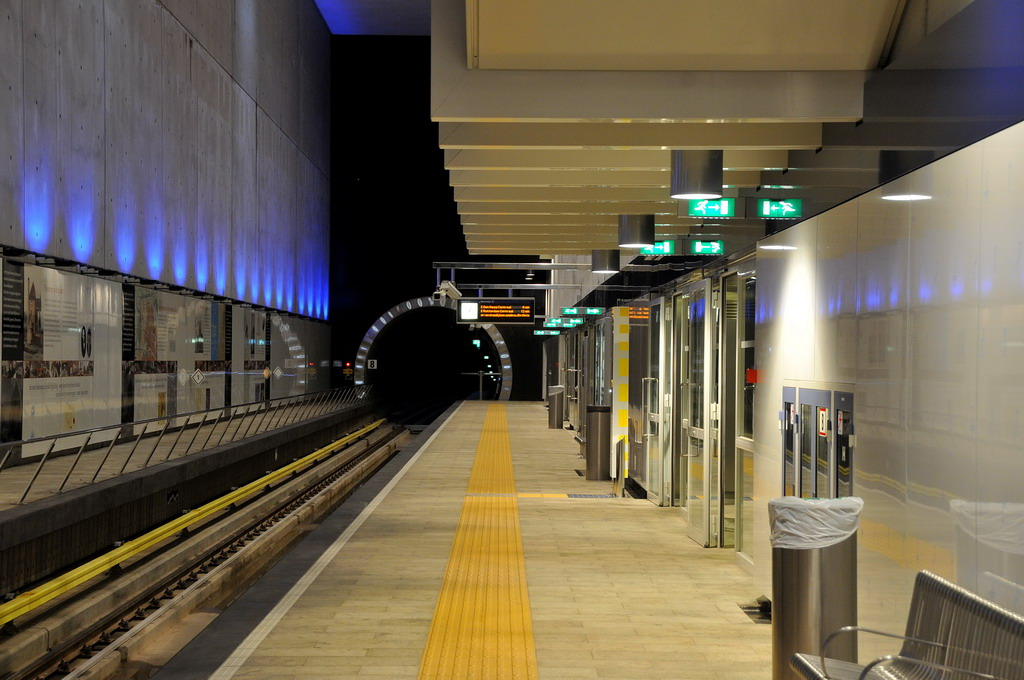